# Silas Halsey

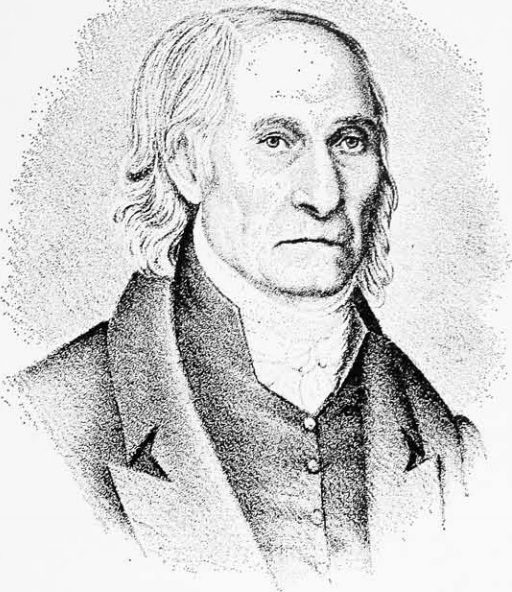
Silas Halsey

Silas Halsey (* 6. Oktober 1743 in Southampton, Provinz New York; † 19. November 1832 in Lodi, New York) war ein US-amerikanischer Arzt und Politiker. Zwischen 1805 und 1807 vertrat er den Bundesstaat New York im US-Repräsentantenhaus. Die Kongressabgeordneten Jehiel H. Halsey und Nicoll Halsey waren seine Söhne.

## Werdegang
Silas Halsey wuchs während der britischen Kolonialzeit auf. In dieser Zeit besuchte er öffentliche Schulen. Er studierte Medizin in Elizabethtown (heute Elizabeth) in New Jersey. Später kehrte er nach Southampton zurück, wo er zwischen 1764 und 1776 als Arzt praktizierte. Während des Unabhängigkeitskrieges lebte er drei Jahre lang in Killingworth (Connecticut), zog allerdings dann nach Southampton zurück. Er hielt zwischen 1784 und 1787 den Posten als Undersheriff im Suffolk County und zwischen 1787 und 1792 den Posten als Sheriff. 1793 zog er in den Herkimer County, wo er sich niederließ, was heute die Town von Lodi im Seneca County bildet. In der folgenden Zeit praktizierte er wieder als Arzt. Daneben errichtete und betrieb er eine Getreidemühle (grist mill). Zwischen 1794 und 1804 war er Supervisor in der Town von Ovid. Er saß in den Jahren 1797 und 1798 für Onondaga County und in den Jahren 1800, 1801, 1803 und 1804 für Cayuga County in der New York State Assembly. Als Abgeordneter nahm er 1801 an der verfassunggebenden Versammlung von New York teil. Zwischen 1804 und 1813 sowie im Jahr 1815 arbeitete er als Clerk im Seneca County.
Als Gegner einer zu starken Zentralregierung schloss er sich in jener Zeit der von Thomas Jefferson gegründeten Demokratisch-Republikanischen Partei an. Bei den Kongresswahlen des Jahres 1804 für den 9. Kongress wurde er im 17. Wahlbezirk von New York in das US-Repräsentantenhaus in Washington, D.C. gewählt, wo er am 4. März 1805 die Nachfolge von Oliver Phelps antrat. Er schied nach dem 3. März 1807 aus dem Kongress aus.
Danach saß er in den Jahren 1808 und 1809 im Senat von New York. Er war als Farmer tätig. Am 19. November 1832 verstarb er in Lodi und wurde dann auf dem Old Halsey Cemetery  in South Lodi beigesetzt.